# Staro Selo, Jagodina
Staro Selo (izvirno srbsko Старо Село) je naselje v Srbiji, ki upravno spada pod Mesto Jagodina; slednja pa je del Pomoravskega upravnega okraja.

## Demografija
V naselju, katerega izvirno (srbsko-cirilično) ime je Старо Село, živi 73 polnoletnih prebivalcev, pri čemer je njihova povprečna starost 56,7 let (52,4 pri moških in 61,1 pri ženskah). Naselje ima 30 gospodinjstev, pri čemer je povprečno število članov na gospodinjstvo 2,53.
To naselje je popolnoma srbsko (glede na rezultate popisa iz leta 2002).
|  |

| Demografija | Demografija     | Demografija     |
| Leto        | Št. prebivalcev | Št. prebivalcev |
| ----------- | --------------- | --------------- |
|             |                 |                 |
|             |                 |                 |
|             |                 |                 |
|             |                 |                 |
| 1948        | 253             |                 |
| 1953        | 260             |                 |
| 1961        | 232             |                 |
| 1971        | 192             |                 |
| 1981        | 154             |                 |
| 1991        | 123             | 123             |
| 2002        | 76              | 76              |
|             |                 |                 |

| Etnična sestava po popisu iz leta 2002 | Etnična sestava po popisu iz leta 2002 | Etnična sestava po popisu iz leta 2002 | Etnična sestava po popisu iz leta 2002 | Etnična sestava po popisu iz leta 2002 |
| -------------------------------------- | -------------------------------------- | -------------------------------------- | -------------------------------------- | -------------------------------------- |
| Srbi                                   | Srbi                                   |                                        | 76                                     | 100,0%                                 |
| Neznano                                | Neznano                                |                                        | 0                                      | 0,0%                                   |